# Headhunter: Redemption
Headhunter: Redemption est un jeu vidéo d'action-aventure développé par Amuze et édité par Sega, sorti le 27 août 2004 sur PlayStation 2 et Xbox. Il est la suite de Headhunter.

L'histoire de Headhunter: Redemption se déroule une vingtaine d'années après les évènements de Headhunter. Le joueur incarne toujours Jack Wade, accompagné cette fois-ci de son apprentie Leeza X, autre personnage jouable.

## Trame
L'histoire d'Headhunter: Redemption se déroule vingt ans après les évènements relatés dans Headhunter, à la fin duquel le virus Bloody Mary s'est propagé dans la population. Le monde est divisé en deux : Above (au-dessus) et Below (en-dessous).  Jack Wade est toujours un chasseur de primes, chargé de maintenir la loi et l'ordre. Il a une nouvelle partenaire, Leeza X. 

## Distribution
- Jack Wade : James Livingstone
- Leeza X : Lisa Renée
- Angela Stern : Holley Chant
- The Man Who Walks With Machines (MW3M) : William Hope
- Che : Claudia Coulter (en)
- Psycho Star : Alan Marriott (en)
- Candy Floss : Michael J. Reynolds
- Hank Redwood Jr. : Rupert Degas
- Le président Goodman Jr. : Rupert Degas